# Заполье (Рогачёвский район)
Заполье (бел. Заполле) — агрогородок, центр Запольского сельсовета Рогачёвского района Гомельской области Белоруссии.

## География

### Расположение
В 8 км на северо-запад от районного центра и железнодорожной станции Рогачёв (на линии Могилёв — Жлобин), 132 км от Гомеля.

### Гидрография
На реке Добрица (приток реки Друть), на западе мелиоративный канал.

## Транспортная сеть
Транспортные связи по просёлочной, затем автомобильной дороге Бобруйск — Гомель. Планировка состоит из длинной прямолинейной меридиональной улицы, застроенной двусторонне деревянными и каменными крестьянская усадьбами. В 1987 году построены кирпичные дома на 50 семей, в которых разместились переселенцы из загрязненных радиацией мест в результате катастрофы на Чернобыльской АЭС.

## История
По письменным источникам известна с XVII века как селение в Речицком повете Минского воеводства Великого княжества Литовского. В 1696 году в составе приходо Рогачёвской церкви Козьмы и Демьяна. Упоминается в 1756 году как деревня в Задруцком войтовстве Рогачёвского староства. После 1-го раздела Речи Посполитой (1772 год) в составе Российской империи. Согласно ревизии 1858 года в Рогачёвском уезде Могилёвской губернии. В 1864 году открыта школа, которая размещалась в наёмном крестьянском доме, а в 1902 году для неё было построено здание. В 1880 году действовали хлебозапасный магазин, Свято-Николаевская церковь. В 1881 году в Тихиничской волости Рогачёвского уезда Могилёвской губернии. Согласно переписи 1897 года действовали церковь, школа, хлебозапасный магазин. В 1909 году 1418 десятин земли.
В 1930 году организован колхоз, работали нефтяная мельница и кузница. С 20 августа 1924 года центр Запольского сельсовета Рогачёвского района Бобруйского (до 26 июля 1930 года) округа, с 20 февраля 1938 года Гомельской области. 2 жителя погибли в советско-финскую войну. Во время Великой Отечественной войны в июне 1944 года оккупанты сожгли деревню. В боях за деревню и окрестности погибли 446 советских солдат в их числе Герой Советского Союза П. С. Приходько (похоронены в братских могилах в центре деревни), отличился батальон под командованием майора Ф. И. Ульянина (присвоено звание Герой Советского Союза, похоронены в деревне Дворец). На фронтах и в партизанской борьбе погибли 143 жителя Запольского сельсовета, память о них увековечивают скульптура солдата, стела и плиты с именами павших, установленные в 1969 году в центре деревни. В 1975 году в деревню переселилась часть жителей деревни Маньки. Центр колхоза имени С. М. Кирова. Расположены средняя школа, Дом культуры, библиотека, фельдшерско-акушерский пункт, детские ясли-сад, отделение связи, 2 магазина.
В состав Запольского сельсовета входили до 1975 года деревня Маньки, до 1987 года — деревня Семеньковичи (в настоящее время не существуют).

## Население

### Численность
- 2004 год — 205 хозяйств, 588 жителей.

### Динамика
- 1858 год — 50 дворов, 298 жителей.
- 1881 год — 64 двора, 508 жителей.
- 1897 год — 100 дворов, 682 жителя (согласно переписи).
- 1909 год — 787 жителей.
- 1925 год — 152 двора.
- 1959 год — 497 жителей (согласно переписи).
- 2004 год — 205 хозяйств, 588 жителей.